# My So-Called Life
My So-Called Life is een Amerikaanse televisieserie die in 1994-1995 in de Verenigde Staten werd uitgezonden en in 1997 in Nederland op de zender MTV te zien was. De serie volgt een groepje opgroeiende jongeren.
De serie werd goed ontvangen door critici, maar kreeg relatief lage kijkcijfers waardoor het slechts één seizoen te zien was. Alle afleveringen waren echter al gemaakt, en de laatste aflevering eindigde met een grote cliffhanger. Tot op de dag van vandaag kent de serie nog steeds een trouwe aanhang fans.
De serie bracht thema's naar voren die tot dan toe taboe waren in familie-series. Zo kwamen onder andere zaken als kindermishandeling, homofobie, alcoholisme onder tieners, geweld op scholen, kinky seks en drugsgebruik aan de orde. My So-Called Life was tevens de springplank naar groter succes voor hoofdrolspelers Claire Danes en Jared Leto.

## Cast
| Acteur           | Personage                |
| ---------------- | ------------------------ |
| Claire Danes     | Angela Chase             |
| Tom Irwin        | Graham Chase             |
| Lisa Wilhoit     | Danielle Chase           |
| A.J. Langer      | Rayanne Graff            |
| Wilson Cruz      | Enrique "Rickie" Vasquez |
| Devon Odessa     | Sharon Cherski           |
| Devon Gummersall | Brian Krakow             |
| Jared Leto       | Jordan Catalano          |

## Trivia
- Alicia Silverstone was ooit kandidaat voor de rol van Angela Chase.
- De roep om een vervolgserie was zo groot onder fans dat er serieuze plannen werden gemaakt voor een vervolg. Deze plannen eindigden toen Claire Danes aangaf niet meer beschikbaar te zijn in verband met haar filmplannen.
- De serie eindigde op nummer 16 in TV-Guide's lijst van 25 Top Cult Shows Ever (2004), maar verdween in 2007 weer uit de lijst.